# Vol LATAM Perú 2213
Le 18 novembre 2022, un Airbus A320neo effectuant le vol LATAM Perú 2213, reliant Lima à Juliaca, au Pérou, entre en collision avec un crashtender des pompiers qui traversait la piste lors de son décollage de l'aéroport international Jorge-Chávez, tuant deux pompiers et en blessant un troisième, qui est décédé des suites de ses blessures sept mois plus tard. Les 102 passagers et six membres d'équipage à bord survivent à l'accident, mais 40 passagers ont été blessés.
L'avion est endommagé de manière irréparable et retiré du service à la suite de l'accident, ce qui en fait la première perte d'un avion de la famille Airbus A320neo.

## Avion et équipage
L'avion impliqué est un Airbus A320neo âgé de cinq ans, portant le numéro de série du fabricant 7864, immatriculé CC-BHB. Il est livré à LATAM Chile en novembre 2017. L'avion est propulsé par deux moteurs Pratt & Whitney PW1000G.
Le commandant de bord, âgé de 35 ans, totalise 8 229 heures de vol, dont 3 115 heures sur Airbus A320 ; le copilote, âgé de 30 ans, totalise 3 390 heures de vol, dont 583 sur Airbus A320.

## Accident
Le vol 2213 devait décoller de l'aéroport international Jorge-Chávez de Lima à 14 h 55 (19 h 55 UTC) et arriver à l'aéroport Inca Manco Capac de Juliaca à 16 h 30 PET (21 h 30 UTC). La météo à l'aéroport Jorge Chávez au moment du décollage indique un vent du sud de 10 nœuds (19 km/h), une visibilité d'au moins 10 km et une couche nuageuse clairsemé à une altitude de 2 100 pieds (640 m).
L'A320neo a commencé son décollage sur la piste 16 à 15h11. Pendant le décollage, plusieurs véhicules de secours et crashtender de l'aéroport, qui effectuait un exercice d'urgence prévu ce jour-là, ont traversé la piste devant l'avion en pleine accélération. Les pilotes ont interrompu le décollage pour tenter d'éviter une collision, mais ont fini par heurter l'un des camions de pompiers, qui s'était déporté vers la droite pour éviter la collision. 

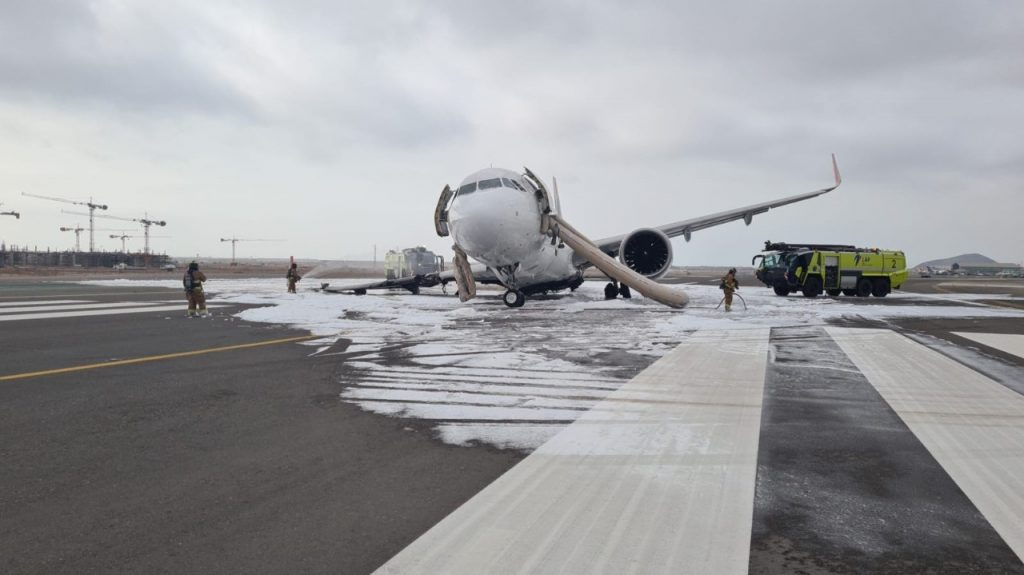
L'épave de l'A320neo accidenté, photographié peu de temps après la collision.

Une vidéo publiée sur les réseaux sociaux montre le moment où l'avion est entré en collision avec l'un des camions, avec le moteur droit de l'avion pulvérisant la cabine du camion et se séparant de l'aile, et le train d'atterrissage droit s'arrachant après le choc initial. Une autre vidéo montre l'avion partiellement couché sur le côté droit alors qu'il traverse la piste, avant qu'il ne s'arrête avec l'aile droite en feu.
L'avion s'est finalement immobilisé sur la piste 16, à 2 500 mètres du seuil de piste. Plusieurs photos montrent le camion de pompiers en grande partie détruit et l'avion reposant sur son aile droite avec des dommages important causés par le feu à l'arrière du fuselage.

## Conséquences
À la suite de l'accident, au moins quatre vols ont été déroutés vers des aéroports voisins. Lima Airport Partners a déclaré que la piste était fermée, suspendant ainsi toutes les opérations à l'aéroport.
Les pilotes de l'avion ont été arrêtés peu après l'accident et détenus pendant 24 heures, ce qui a incité l'Air Line Pilots Association (ALPA) à critiquer le gouvernement péruvien pour avoir agi à l'encontre des directives de l'Organisation de l'aviation civile internationale, affirmant que le l'arrestation et la détention ont été "extrêmement préjudiciables à la sécurité des vols et ne peuvent qu'entraver l'enquête". L'ALPA a également déclaré que l'arrestation pourrait donner l'impression au public que l'accident a été intentionnellement causé par les pilotes plutôt que par "des problèmes techniques ou une série d'erreurs provenant de plusieurs autres facteurs".
Le contrôle aérien a donné à l'équipage du vol 2213 l'autorisation de décoller. L'Autorité aéroportuaire de Lima a coordonné un exercice d'urgence avec l'Autorité du trafic aérien. L'exercice a commencé à 15h10, heure locale, et l'A320neo a heurté le camion de pompiers à 15h11. Le contrôle aérien a confirmé le début de l'exercice. L'équipe de secours a eu l'impression que leur autorisation pour l'exercice incluait également le franchissement de la piste en service, ce qui n'était pas le cas.
Le pompier Manuel Villanueva, le seul survivant des trois pompiers présent à bord du camion accidenté, a succombé à ses blessures le 17 juin 2023, ce qui en fait le troisième mort de l'accident.

## Enquête
L'accident a fait l'objet d'une enquête de la Commission d'enquête sur les accidents d'aviation (CIAA), avec la participation du Bureau d'enquêtes et d'analyses pour la sécurité de l'aviation civile (BEA). Les enregistreurs de vol seront envoyés en France pour analyse.
En septembre 2023, la CIAA a publié son rapport final, qui conclut que l'accident est dû à l'entrée des véhicules d'urgence sur la piste sans autorisation. L'exercice d'urgence a été mal planifié par la Société péruvienne des aéroports commerciaux et de l'aviation (CORPAC), et la coordination des services de secours aéroportuaire avec l'aéroport concernant le déroulement de l'exercice a été jugée insatisfaisante. Les contrôleurs aériens n’ont été informés de l’exercice qu’environ une heure avant qu’il ne se produise, ce qui leur permettait de disposer uniquement d’informations limitées sur cet exercice. De plus, la communication entre le contrôle aérien et les intervenants d'urgence employait une terminologie non standard en contradiction avec les procédures de communication standard dans la plupart des aéroports.